# Crioulo cabo-verdiano
O crioulo cabo-verdiano ou língua cabo-verdiana é uma língua originária do Arquipélago de Cabo Verde. É uma língua crioula, de base lexical portuguesa. É a língua materna de quase todos os cabo-verdianos, e é ainda usada como segunda língua por descendentes de cabo-verdianos em outras partes do mundo.

## Nome e relevância
A designação mais correcta desta língua é «crioulo cabo-verdiano», mas no uso diário, a língua é simplesmente chamada de «crioulo» pelos seus falantes. O nome «cabo-verdiano» ou «língua cabo-verdiana» foi proposto para quando a língua estiver padronizada.
O crioulo cabo-verdiano reveste-se de particular importância para o estudo da crioulística pelo facto de se tratar de o crioulo (ainda falado) mais antigo, por ser o crioulo de base portuguesa com o maior número de falantes nativos, por ser o crioulo de base portuguesa mais estudado, e por ser um dos poucos crioulos em vias de se tornar uma língua oficial.
O crioulo cabo-verdiano reveste-se também de importância para o estudo diacrónico da língua portuguesa pelo facto de o crioulo ter conservado algum léxico, alguma fonologia e alguma semântica do português dos Sécs. XV a XVII.

## Classificação interna
Apesar da pequenez territorial, a situação de insularidade fez com que cada uma das nove ilhas desenvolvesse uma forma própria de falar crioulo. Cada uma dessas nove formas é justificadamente um dialecto diferente, mas os académicos em Cabo Verde costumam chamá-las de «variantes», que é o termo que passaremos a empregar neste artigo.
Essas variantes podem ser agrupadas em duas grandes variedades. A Sul temos a dos crioulos de Sotavento que engloba as variantes de Brava, Fogo, Crioulo de Santiago e Maio. A Norte temos a dos crioulos de Barlavento que engloba as variantes de Boa Vista, Sal, São Nicolau, São Vicente e Santo Antão. Para mais pormenores, consultar os artigos referentes a cada uma das variantes.
As autoridades linguísticas em Cabo Verde consideram o crioulo como uma língua única, e não como línguas diferentes. Seguindo a política da Wikipédia, neste artigo não será favorecido, nem se incidirá sobre uma variante específica. O crioulo cabo-verdiano será tratado como uma língua única conforme tem sido a política da Wikipédia.
Como algumas formas lexicais do crioulo cabo-verdiano podem ser diferentes conforme as variantes, por convenção, as palavras e as frases serão apresentadas num modelo lexical de compromisso, numa espécie de «crioulo médio» de forma a poder ser apreendido por um falante de qualquer das variedades e para não ferir suscetibilidades. Sempre que necessário será apresentada, imediatamente depois da palavra, a transcrição fonémica (ou por vezes, a transcrição fonética) segundo o AFI. Quando as formas lexicais forem demasiadamente diferentes será apresentado depois da palavra (entre parêntesis) de que variante é originária a respectiva palavra.
Em alguns casos, o modelo lexical intermédio que será apresentado pode não existir, mas será usado por motivos de comparação linguística. Aqui vão dois exemplos:
- O verbo *lumbú /lũˈbu/ que significa «pôr às costas», e deriva da palavra portuguesa «lombo», já não existe. Sofreu uma dissimilação consonântica em Sotavento (bumbú /bũˈbu/), sofreu uma dissimilação vocálica em São Vicente e Santo Antão (lambú /lɐ̃ˈbu/) ou então os dois fenómenos em Boa Vista, Sal e São Nicolau (bambú /bɐ̃ˈbu/). No entanto, aqui neste artigo será utilizada a forma *lumbú.
- A palavra portuguesa «joelho» deveria ter evoluído regularmente para *djuêdju /ʤuˈeʤu/ em crioulo. No entanto, essa forma já não existe. Em Brava, Fogo e Santiago a forma é duêdju /duˈeʤu/, em Maio, Boa Vista, Sal e São Nicolau a forma é zuêdj’ /zuˈeʤ/, em São Vicente e Santo Antão a forma é juêi’ /ʒuˈej/. A antiga forma do crioulo cabo-verdiano pode ser atestada pelo crioulo guineense onde a palavra é djúdju /ˈʤuʤu/. Aqui neste artigo será utilizada a forma *djuêdju.

Para a ortografia que será usada neste artigo ver a secção Sistema de escrita.
De um ponto de vista linguístico as variantes mais importantes são as de Fogo, Santiago, São Nicolau e Santo Antão, e qualquer estudo profundo do crioulo deve ter em conta pelo menos estas quatro variantes. São as únicas ilhas que receberam escravos diretamente do continente africano, e são as ilhas que possuem características linguísticas mais conservadoras e mais distintas entre si[carece de fontes?].
De um ponto de vista social as variantes mais importantes são as de Santiago e São Vicente, e qualquer estudo ligeiro do crioulo deve ter em conta pelo menos estas duas variantes. São as variantes dos dois principais núcleos urbanos (Praia e Mindelo), são as variantes com maior número de falantes e são as variantes que têm uma tendência glotofagista sobre as variantes vizinhas[carece de fontes?].
O crioulo de São Vicente foi divulgado através dos poemas de Sérgio Frusoni. Por seu lado, o crioulo da Brava é conhecido através das mornas de Eugénio Tavares, o crioulo de Santo Antão pelos contos de Luís Romano de Madeira Melo e o crioulo do Fogo pela colectânea de contos de Elsie Clews Parsons.
Diferenças entre os crioulos:
| Crioulo do Fogo                          | Crioulo de Santiago                      | Crioulo de São Nicolau                          | Crioulo de São Vicente                          | Crioulo de Santo Antão                          | Português                        |
| ---------------------------------------- | ---------------------------------------- | ----------------------------------------------- | ----------------------------------------------- | ----------------------------------------------- | -------------------------------- |
| Ês frâ-m’. [es fɾɐ̃]                      | Ês flâ-m’. [es flɐ̃]                      | Ês fló-m’. [es flɔm]                            | Ês dzê-m’. [eʒ dzem]                            | Ês dzê-m’. [eʒ dzem]                            | Eles disseram-me.                |
| Bú câ ê bunítu. [bu kɐ e buˈnitu]        | Bú câ ê bunítu. [bu kɐ e buˈnitu]        | Bô câ ê b’nít’. [bo kɐ e bnit]                  | Bô câ ê b’nít’. [bo kɐ e bnit]                  | Bô n’ ê b’nít’. [bo ne bnit]                    | Tu não és bonito.                |
| M’ câ sabê. [ŋ kɐ sɒˈbe]                 | M’ câ sâbi. [ŋ kɐ ˈsɐbi]                 | M’ câ sabê. [m kɐ saˈbe]                        | M’ câ sabê. [m kɐ saˈbe]                        | Mí n’ séb’. [mi n sɛb]                          | Eu não sei.                      |
| Cumó’ qu’ ê bú nômi? [kuˈmɔ ke bu ˈnomi] | ’Módi qu’ ê bú nómi? [ˈmɔdi ke bu ˈnɔmi] | Qu’ manêra qu’ ê bô nôm’? [k mɐˈneɾɐ ke bo nom] | Qu’ manêra qu’ ê bô nôm’? [k mɐˈneɾɐ ke bo nom] | Qu’ menêra qu’ ê bô nôm’? [k meˈneɾɐ ke bo nom] | Como é o teu nome?               |
| Bú podê djudâ-m’? [bu poˈde ʤuˈdɐ̃]       | Bú pôdi djudâ-m’? [bu ˈpodi ʤuˈdɐ̃]       | Bô podê j’dó-m’? [bo poˈde ʒdɔm]                | Bô podê j’dá-m’? [bo poˈde ʒdam]                | Bô podê j’dé-m’? [bo poˈde ʒdɛm]                | Podes ajudar-me?                 |
| Spiâ lí! [spiˈɐ li]                      | Spía li! [spˈiɐ li]                      | Spiâ li! [spiˈɐ li]                             | Spiá li! [ʃpiˈa li]                             | Spiá li! [ʃpiˈa li]                             | Olha cá!                         |
| Ê’ cantâ. [e kɒ̃ˈtɐ]                      | Ê’ cánta. [e ˈkãtɐ]                      | Êl cantâ. [el kɐ̃ˈtɐ]                            | Êl cantá. [el kɐ̃ˈta]                            | Êl cantá. [el kãˈta]                            | Ele/ela cantou.                  |
| Bú tâ cantâ. [bu tɐ kɒ̃ˈtɐ]               | Bú tâ cánta. [bu tɐ ˈkãtɐ]               | Bô tâ cantâ. [bo tɐ kɐ̃ˈtɐ]                      | Bô tâ cantá. [bo tɐ kɐ̃ˈta]                      | Bô tâ cantá. [bo tɐ kãˈta]                      | Tu cantas.                       |
| M’ stâ cantâ. [ƞ sta kɒ̃ˈtɐ]              | M’ sâ tâ cánta. [ƞ sɐ ta ˈkãtɐ]          | M’ tâ tâ cantâ. [m tɐ tɐ kɐ̃ˈtɐ]                 | M’ tí tâ cantá. [m ti tɐ kɐ̃ˈta]                 | M’ tí tâ cantá. [m ti tɐ kãˈta]                 | Eu estou a cantar.               |
| Screbê [skɾeˈbe]                         | Scrêbi [ˈskɾebi]                         | Screbê [skɾeˈbe]                                | Screvê [ʃkɾeˈve]                                | Screvê [ʃkɾeˈve]                                | Escrever                         |
| Gossím [ɡɔˈsĩ]                           | Góssi [ˈɡɔsi]                            | Grinhassím [ɡɾiɲɐˈsĩ]                           | Grinhassím [ɡɾiɲɐˈsĩ]                           | Grinhessím [ɡɾiɲeˈsĩ]                           | Agora                            |
| Pôrcu [ˈpoɾku]                           | Pôrcu [ˈpoɾku]                           | Pôrcu [ˈpoɾku]                                  | Tchúc’ [ʧuk]                                    | Tchúc’ [ʧuk]                                    | Porco                            |
| Conxê [kõˈʃe]                            | Cônxi [ˈkõʃi]                            | Conxê [kõˈʃe]                                   | Conxê [kõˈʃe]                                   | Conxê [kõˈʃe]                                   | Conhecer                         |
| Dixâ [diˈʃɐ]                             | Dêxa [ˈdeʃɐ]                             | D’xâ [ʧɐ]                                       | D’xá [ʧa]                                       | D’xá [ʧa]                                       | Deixar                           |
| Dixâ-m’ quétu! [diˈʃɐ̃ ˈkɛtu]             | Dexâ-m’ quétu! [deˈʃɐ̃ ˈkɛtu]             | D’xó-m’ quêt’! [ʧɔm ket]                        | D’xá-m’ quêt’! [ʧam ket]                        | D’xé-m’ quêt’! [ʧɛm ket]                        | Deixa-me quieto!                 |
| Dôci [ˈdosi]                             | Dóxi [ˈdɔʃi]                             | Dôç’ [dos]                                      | Dôç’ [dos]                                      | Dôç’ [dos]                                      | Doce                             |
| Papiâ [pɒˈpjɐ]                           | Pâpia [ˈpɐpjɐ]                           | Papiâ [pɐˈpjɐ]                                  | Falá [fɐˈla]                                    | Falá [faˈla]                                    | Falar                            |
| Cúrpa [ˈkuɾpɐ]                           | Cúlpa [ˈkulpɐ]                           | Cúlpa [ˈkulpɐ]                                  | Cúlpa [ˈkulpɐ]                                  | Cúlpa [ˈkulpɐ]                                  | Culpa                            |
| Nhôs amígu [ɲoz ɒˈmigu]                  | Nhôs amígu [ɲoz ɐˈmigu]                  | B’sôt’ amígu [bzot ɐˈmiɡu]                      | B’sôt’ amíg’ [bzot ɐˈmiɡ]                       | B’sôt’ emíg’ [bzot eˈmiɡ]                       | O vosso amigo (O amigo de vocês) |
| Scúru [ˈskuru]                           | Sucúru [suˈkuru]                         | Scúr’ [skur]                                    | Scúr’ [ʃkur]                                    | Scúr’ [ʃkur]                                    | Escuro                           |
| Cárru [ˈkaru]                            | Cáru [ˈkaɾu]                             | Córr’ [kɔʀ]                                     | Córr’ [kɔʀ]                                     | Córr’ [kɔʀ]                                     | Carro                            |
| Lébi [ˈlɛbi]                             | Lébi [ˈlɛbi]                             | Lêb’ [leb]                                      | Lêv’ [lev]                                      | Lêv’ [lev]                                      | Leve                             |

Para mais exemplos consultar a Lista de Swadesh — Crioulo cabo-verdiano.

## Origens

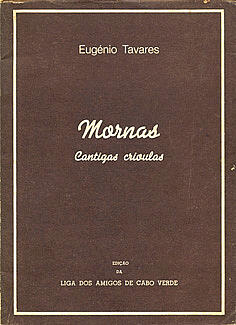
Mornas — Cantigas crioulas
de Eugénio Tavares.
um dos primeiros livros com textos em crioulo.

A história do crioulo cabo-verdiano é difícil de traçar devido, primeiro, à falta de registos escritos desde a formação do crioulo, segundo, devido ao ostracismo a que o crioulo foi relegado durante a administração portuguesa.
Existem presentemente três teorias acerca da formação do crioulo cabo-verdiano. A teoria eurogenética defende que o crioulo foi formado pelos colonizadores portugueses, numa simplificação da língua portuguesa de modo a torná-la acessível aos escravos africanos. É o ponto de vista de alguns autores como Prudent, Waldman, Chaudesenson, Lopes da Silva. A teoria afrogenética defende que o crioulo foi formado pelos escravos africanos, aproveitando as gramáticas de línguas da África Ocidental, e substituindo o léxico africano pelo léxico português. É o ponto de vista de alguns autores como Adam, Quint. A teoria neurogenética defende que o crioulo formou-se espontaneamente, não por escravos nascidos no continente, mas pela população nascida nas ilhas, aproveitando as estruturas gramaticais inatas com as quais todo o ser humano nasce. É o ponto de vista de alguns autores como Chomsky, Bickerton, que explicaria porquê que os crioulos localizados a quilómetros de distância apresentam estruturas gramaticais similares, mesmo sendo de base lexical diferente. O melhor que se pode dizer é que nenhuma dessas três teorias foi concludentemente provada.
Segundo A. Carreira, o crioulo cabo-verdiano ter-se-ia formado a partir de um pidgin de base lexical portuguesa, na ilha de Santiago, a partir do Séc. XV. Esse pidgin seria depois transposto para a costa Ocidental da África através dos lançados. A partir daí, esse pidgin teria divergido em dois proto-crioulos, um que estaria na base de todos os crioulos de Cabo Verde, e outro que estaria na base do crioulo da Guiné Bissau.
Cruzando documentos referentes à colonização das ilhas com a comparação linguística é possível conjecturar algumas conclusões. A propagação do crioulo cabo-verdiano nas diversas ilhas foi feito em três fases:
- Numa primeira fase foi colonizada a ilha de Santiago (2.ª metade do Séc. XV), e em seguida a do Fogo (fins do Séc. XVI).
- Numa segunda fase foi colonizada a ilha de São Nicolau (sobretudo na 2.ª metade do Séc. XVII), e em seguida a de Santo Antão (sobretudo na 2.ª metade do Séc. XVII).
- Numa terceira fase, foram colonizadas as restantes ilhas a partir de populações originárias das primeiras ilhas: Brava foi colonizada a partir de populações do Fogo (sobretudo no início do Séc. XVIII), Boa Vista foi colonizada a partir de populações de São Nicolau e Santiago (sobretudo na 1.ª metade do Séc. XVIII), Maio foi colonizada a partir de populações de Santiago e Boa Vista (sobretudo na 2.ª metade do Séc. XVIII), São Vicente foi colonizada a partir de populações de Santo Antão e São Nicolau (sobretudo no Séc. XIX), Sal foi colonizada a partir de populações de São Nicolau e Boa Vista (sobretudo no Séc. XIX).

## Situação a(c)tual
Apesar do crioulo ser a língua materna de quase toda a população de Cabo Verde, o português ainda é a única língua oficial. Entretanto há atualmente um movimento para tornar a língua oficial no país. Como a língua portuguesa é utilizada na vida quotidiana (na escola, pela administração pública, em actos oficiais, etc.) o português e o crioulo vivem num estado de diglossia. Em consequência desta presença generalizada do português, regista-se um processo de descrioulização em todas as variantes dos crioulos cabo-verdianos.
Atente-se neste texto fictício:
Variante de Santiago:
Quêl mudjêr cú quêm m’ encôntra ónti stába priocupáda púrqui êl sqêci dí sês minínus nâ scóla, í cándu êl bâi procurâ-’s êl câ olhâ-’s. Alguêm lembrâ-’l quí sês minínus sâ tâ pricisába dí material pâ úm pesquisa, entõ êl bâi encontrâ-’s nâ biblioteca tâ procúra úqui ês cría. Pâ gradêci â túdu quêm djudâ-’l, êl cumêça tâ fála, tâ flâ cômu êl stába contênti di fúndu di curaçãu.
Variante de São Vicente:
Quêl m’djêr c’ quêm m’ encontrá ônt’ táva priocupáda púrq’ êl sq’cê d’ sês m’nín’s nâ scóla, í cónd’ êl bái procurá-’s êl câ olhá-’s. Alguêm lembrá-’l qu’ sês m’nín’s táva tâ pr’cisá d’ material pâ úm pesquisa, entõ êl bâi encontrá-’s nâ biblioteca tâ procurá úq’ ês cría. Pâ gradecê â túd’ quêm j’dá-’l, êl c’meçá tâ fála, tâ dzê côm’ êl táva contênt’ d’ fúnd’ d’ curaçãu.
Tradução para português:
Aquela mulher com quem me encontrei ontem estava preocupada porque se esqueceu das suas crianças na escola, e quando as foi procurar não as viu. Alguém lhe lembrou que as suas crianças estavam a precisar de material para uma pesquisa, então ela foi encontrá-las na biblioteca a procurar o que elas queriam. Para agradecer a todos os que a ajudaram, ela começou a falar, dizendo como estava contente do fundo do coração.
Nota-se neste texto várias situações de descrioulização / intromissão do português:
- cú quêm / c’ quêm — estrutura do português «com quem»;
- encôntra / encontrá — léxico português, em crioulo seria mais comum átcha / otchá;
- priocupáda — léxico português, em crioulo seria mais comum fadigáda;
- púrqui / púrq’ — léxico português, em crioulo seria mais comum pamódi / pamód’;
- sês minínus / sês m’nín’s — estrutura do português (concordância dos plurais);
- procurâ-’s / procurá-’s — léxico português, em crioulo seria mais comum spiâ-’s / spiá-’s;
- olhâ-’s / olhá-’s — fonética do português (intromissão do fonema /ʎ/);
- quí — léxico português, a conjunção integrante em crioulo é ’mâ;
- sâ tâ pricisába / táva ta pr’cisá — léxico português, em crioulo seria mais comum sâ tâ mestêba / táva tâ mestê;
- material, pesquisa, biblioteca — palavras pouco comuns num basilecto; se são palavras em português usadas ao falar crioulo devem ser pronunciadas em português e escritas em itálico ou entre aspas;
- úqui / úq’ — intromissão do português «o que»;
- gradêci â / gradecê â — regência com preposição errada, a preposição «a» não existe em crioulo:
- fála — só em São Vicente e Santo Antão é que se usa a forma falá, nas outras ilhas é papiâ;
- cômu / côm’ — intromissão do português «como»;
- curaçãu — fonética do português (redução do fonema /o/ para /u/ e pronúncia /ɐ̃w/ em vez do crioulo /õ/);

O mesmo texto «corrigido»:
Variante de Santiago:
Quêl mudjêr quí m’ encôntra cú êl ónti stába fadigáda pamódi êl sqêci sês minínu nâ scóla, í cándu quí êl bâi spiâ-’s êl câ odjâ-’s. Alguêm lembrâ-’l ’ma sês minínu sâ tâ mestêba «material» pâ úm «pesquisa», entõ êl bâi atchâ-’s nâ «biblioteca» tâ spía cusê quí ês cría. Pâ gradêci pâ túdu quêm quí djudâ-’l, êl cumêça tâ pâpia, tâ flâ módi quí êl stába contênti di fúndu di coraçõ.
Variante de São Vicente:
Quêl m’djêr qu’ m’ encontrá má’ êl ônt’ táva fadigáda pamód’ êl sq’cê sês m’nín’ nâ scóla, í cónd’ êl bái spiá-’s êl câ oiá-’s. Alguêm lembrá-’l ’mâ sês m’nín’ táva tâ mestê «material» pâ úm «pesquisa», entõ êl bâi otchá-’s nâ «biblioteca» tâ spiá c’sê qu’ ês cría. Pâ gradecê pâ túd’ quêm qu’ j’dá-’l, êl c’meçá tâ fála, tâ dzê qu’ manêra qu’ êl táva contênt’ d’ fúnd’ d’ coraçõ.
Como consequência desta descrioulização existe um contínuo entre variedades basilectais e acrolectais.
Um pequeno inquérito estudantil levado a cabo em 2000 a alunos do 12.º ano de quatro escolas secundárias públicas de São Vicente e de Santo Antão revelou pouca receptividade ao uso do crioulo na sala de aulas. A razão principal é que o crioulo é uma língua de uso privado na vida quotidiana. Mas, assim que uma conversa se torna formal ou oficial, a língua portuguesa é sempre a preferida.
Apesar de o crioulo não estar oficializado, existe uma normativa governamental que defende a criação de condições necessárias para a oficialização do crioulo. Essa oficialização ainda não foi efectivada sobretudo porque o crioulo não está normalizado, por vários motivos:
- Existe uma grande fragmentação dialectal. Os falantes opõem-se a falar uma variante que não seja a sua.
- Ausência de normas a estabelecer qual a forma correcta (e grafia) a ser adoptada para cada palavra. Por ex.: apenas para a palavra correspondente à palavra portuguesa «algibeira», A. Fernandes[10] regista as formas algibêra, agibêra, albigêra, aljubêra, alj’bêra, gilbêra, julbêra, lijbêra.
- Ausência de normas a estabelecer quais os limites lexicais a serem adoptados. É frequente os falantes do crioulo, ao escrever, juntarem classes gramaticais diferentes.[11] Por ex.: pâm… em vez de pâ m’… «para que eu…».
- Ausência de normas a estabelecer quais as estruturas gramaticais a serem adoptadas. Não são apenas diferenças dialectais, até numa só variante encontram-se flutuações. Por ex.: na variante de Santiago, quando existem duas orações e uma é subordinada à outra, existe concordância nos tempos dos verbos (bú cría pâ m’ dába «tu querias que eu desse»), mas alguns falantes não a praticam (bú cría pâ m’ dâ ou bú crê pâ m’ dába).
- O sistema de escrita adoptado (ALUPEC) não foi bem aceite por todos.
- Ainda não estão estabelecidos os níveis de linguagem: familiar, formal, informal, científico, gíria, etc.

É por esse motivo que cada falante ao falar (ou a escrever) utiliza o seu próprio dialecto, o seu próprio sociolecto, o seu próprio idiolecto.
Para ultrapassar estes problemas, alguns autores defendem um processo de normalização dos crioulos de Sotavento em torno da variante de Santiago e outro processo de normalização dos crioulos de Barlavento em torno da variante de São Vicente. Assim sendo, o crioulo tornar-se-ia numa língua pluricêntrica.

## Sistema de escrita
Apesar de o ALUPEC ser o único sistema de escrita oficialmente reconhecido pelo governo de Cabo Verde, a mesma lei permite o uso de outros modelos de escrita, «desde que apresentados de forma sistematizada e científica». Por esse motivo, como nem todos os leitores estão familiarizados com o ALUPEC ou com o AFI, nos artigos do Wikipédia sobre o crioulo cabo-verdiano foi adoptado um sistema de escrita alternativo:
- O som /s/ será representado de um modo etimológico, isto é, se em português é escrito com ç em crioulo é escrito com ç, se em português é escrito com ss em crioulo é escrito com ss, etc..
- O som /z/ será representado de um modo etimológico, isto é, se em português é escrito com s em crioulo é escrito com s, se em português é escrito com z em crioulo é escrito com z.
- O som /ʧ/ será representado por tch.
- O som /ʤ/ será representado por dj.
- O som /ʃ/ será representado de um modo etimológico, isto é, se em português é escrito com ch em crioulo é escrito com ch, se em português é escrito com x em crioulo é escrito com x.
- O som /ʒ/ será representado de um modo etimológico, isto é, se em português é escrito com g em crioulo é escrito com g, se em português é escrito com j em crioulo é escrito com j.
- O som /k/ será representado de um modo etimológico, isto é, se em português é escrito com c em crioulo é escrito com c, se em português é escrito com qu em crioulo é escrito com qu.
- O som /ɡ/ será representado de um modo etimológico, isto é, se em português é escrito com g em crioulo é escrito com g, se em português é escrito com j em crioulo é escrito com j.
- A escolha entre a letra m, n ou o til para representar a nasalidade das vogais é feita segundo uma base etimológica, ou seja, se em português é escrito com m em crioulo é escrito com m, se em português é escrito com n em crioulo é escrito com n, se em português é escrito com til em crioulo é escrito com til.
- A sílaba tónica leva sempre acento gráfico; estamos conscientes que é uma sobrecarga de acentos mas é a única maneira de representar inequivocamente a sílaba tónica e o grau de abertura da vogal, simultaneamente.
- Para representar uma vogal que foi eliminada usa-se o apóstrofo ’.

Convém referir que esse sistema de escrita é adoptado neste artigo da Wikipédia apenas para simplificar aos leitores. Não se trata de nenhum sistema oficial, nem deve ser indicado como referência para a escrita do crioulo cabo-verdiano.

## Vocabulário
O vocabulário do crioulo cabo-verdiano vem em grande parte do português. Embora as diversas fontes não estejam de acordo, os números oscilam entre 90 a 95 % de palavras originárias do português. O restante provém de diversas línguas da África Ocidental (mandinga, uolofe, fula, balanta, manjaco, temne, etc.), e o vocabulário proveniente de outras línguas é diminuto (inglês, francês, latim, etc.).
A página das Etimologias do Dicionário Caboverdiano Português On-Line fornece uma ideia de diferentes origens do vocabulário cabo-verdiano.
O crioulo manteve alguns vocábulos que já caíram em desuso no português contemporâneo. Outros vocábulos, embora persistem no português contemporâneo, ou mantiveram o significado que tinham outrora, ou sofreram evoluções semânticas. Por exemplo:
| Palavra em crioulo | Significado que tem em português | Significado que tem em crioulo |
| afrónta            | afronta, desafio                 | desespero, inquietação         |
| botâ               | colocar, pôr                     | arremessar, atirar             |
| confortâ           | confortar, dar conforto          | resignar-se                    |
| fadíga             | cansaço, fadiga                  | arrelia, preocupação           |
| fúscu              | fusco, obscuro                   | bêbado                         |
| limária            | do português «alimária»          | animal de pecuária             |
| máncu              | do português «manco»             | coxo                           |
| papiâ              | do português «papear»            | falar                          |
| pintchâ            | do português «pinchar»           | empurrar                       |
| pólpa              | polpa, parte carnuda das frutas  | nádegas                        |
| pupâ               | do português «apupar»            | gritar                         |
| tchêu              | cheio                            | muito, muita, muitos, muitas   |

## Fonologia

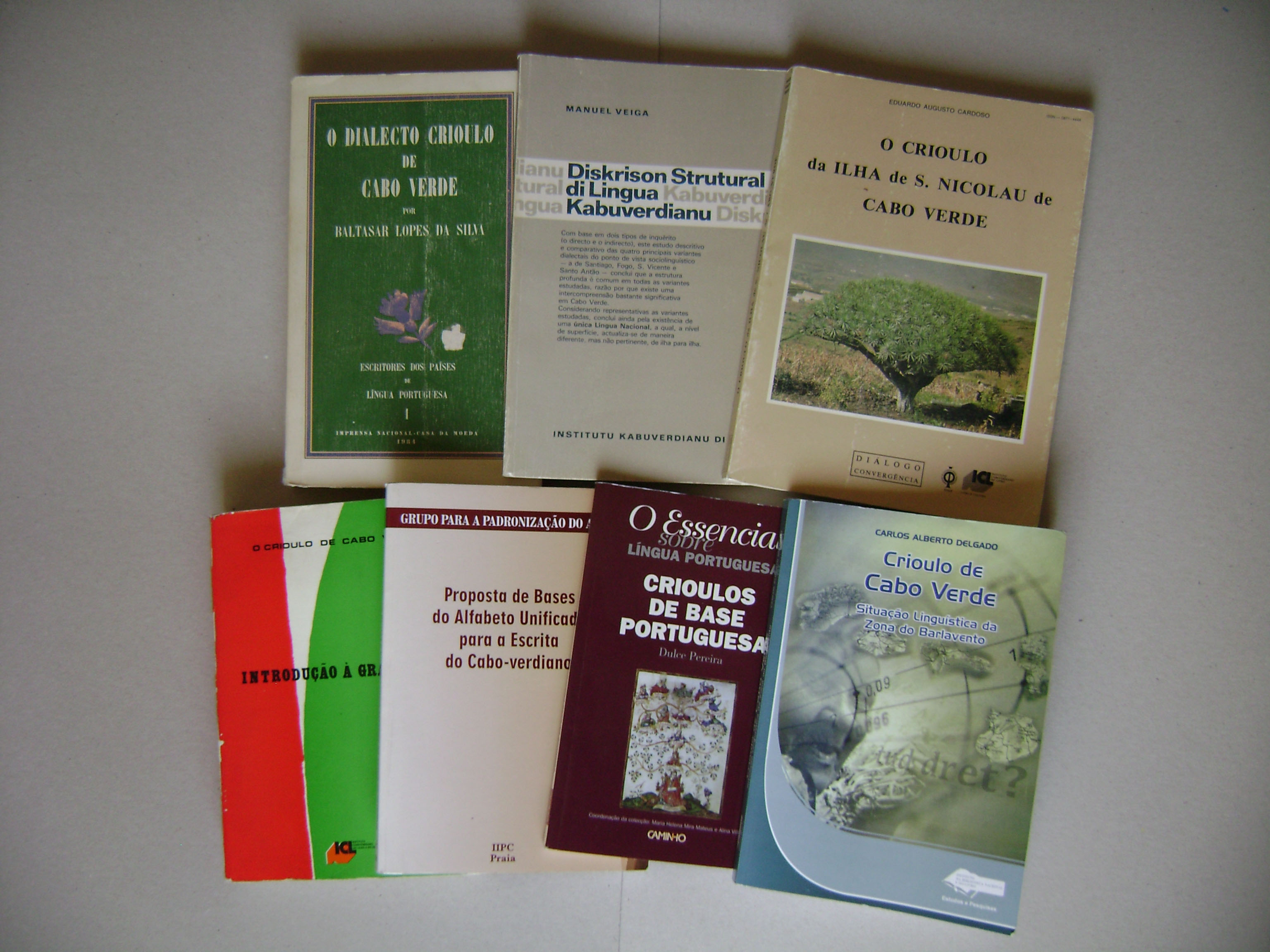
Alguns livros de linguística acerca do crioulo.

O crioulo cabo-verdiano possui os seguintes fonemas (segundo o AFI):
Vogai
|              | anteriores não-arredondadas | centrais não-arredondadas | posteriores arredondadas |
| fechadas     | /i/, /ĩ/                    |                           | /u/, /ũ/                 |
| semifechadas | /e/, /ẽ/                    |                           | /o/, /õ/                 |
| semiabertas  | /ɛ/, /ɛ̃/                    | /ɐ/, /ɐ̃/                  | /ɔ/, /ɔ̃/                 |
| abertas      |                             | /a/, /ã/                  |                          |

Consoantes e semi-vogais
|                       | labiais | labiais | apicais | apicais | pré-dorsais | pré-dorsais | pós-dorsais | pós-dorsais |
| nasais                | /m/     | /m/     | /n/     | /n/     | /ɲ/         | /ɲ/         | /ŋ/         | /ŋ/         |
| oclusivas e africadas | /p/     | /b/     | /t/     | /d/     | /ʧ/         | /ʤ/         | /k/         | /g/         |
| fricativas            | /f/     | /v/     | /s/     | /z/     | /ʃ/         | /ʒ/         |             |             |
| semi-vogais           | /w/     | /w/     |         |         | /j/         | /j/         |             |             |
| vibrantes             |         |         | /ɾ/     | /ɾ/     |             |             | /ʀ/         | /ʀ/         |
| laterais              |         |         | /l/     | /l/     | /ʎ/         | /ʎ/         |             |             |

Para mais pormenores:
.

## Gramática
A gramática do crioulo cabo-verdiano é significativamente diferente da gramática do português. Em contrapartida, apresenta muitas similaridades com outros crioulos, quer sejam de base portuguesa ou não.
.

## Exemplos de crioulo cabo-verdiano
Exemplo 1 (variante de Santiago)
| crioulo | transcrição segundo o AFI | tradução para português |
| --- | --- | --- |
| Ôi Cábu Vêrdi, Bô qu’ ê nhâ dôr más sublími Ôi Cábu Vêrdi, Bô qu’ ê nhâ angústia, nhâ paxõ Nhâ vída nâce Dí disafíu dí bú clíma ingrátu Vontádi férru ê bô nâ nhâ pêtu Gôstu pâ lúta ê bô nâ nhâs bráçu Bô qu’ ê nhâ guérra, Nhâ dôci amôr Stênde bús bráçu, Bú tomâ-m’ nhâ sángui, Bú rêga bú tchõ, Bú flúri! Pâ térra lôngi Bêm cába pâ nôs Bô cú már, cêu í bús fídju N’ úm dôci abráçu dí páz | /oj ˈkabu ˈveɾdi bo ke ɲɐ doɾ mas suˈblimi oj ˈkabu ˈveɾdi bo ke ɲɐ ɐ̃ˈɡustiɐ ɲɐ pɐˈʃõ ɲɐ ˈvidɐ ˈnɐse di dizɐˈfiw di bu ˈklimɐ ĩˈɡɾatu võˈtadi ˈfɛʀu e bo nɐ ɲɐ ˈpetu ˈɡostu pɐ ˈlutɐ e bo nɐ ɲɐz ˈbɾasu bo ke ɲɐ ˈɡɛʀɐ ɲɐ ˈdosi ɐˈmoɾ ˈstẽde buz ˈbɾasu bu toˈmɐ̃ ɲɐ ˈsãɡi bu ˈʀeɡɐ bu ʧõ bu ˈfluɾi pɐ ˈtɛʀɐ ˈlõʒi bẽ ˈkabɐ pɐ noz bo ku maɾ sew i buz ˈfiʤu nũ ˈdosi ɐˈbɾasu di paz/ | Oi Cabo Verde, Tu que és a minha dor mais sublime Oi Cabo Verde, Tu que és a minha angústia, a minha paixão Minha vida nasceu Do desafio do teu clima ingrato A vontade de ferro és tu no meu peito O gosto pela luta és tu nos meus braços Tu que és a minha guerra, O meu doce amor Estende os teus braços, Toma-me o meu sangue, Rega o teu chão, Floresce! Para que a terra longe Venha acabar-se para nós Tu com o mar, o céu e os teus filhos Num doce abraço de paz |

Excerto da letra de Dôci Guérra da autoria de Antero Simas. A letra completa pode ser encontrada (com uma ortografia diferente) em CABOINDEX  » Doce Guerra.
Exemplo 2 (variante de São Vicente)
| crioulo | transcrição segundo o AFI | tradução para português |
| --- | --- | --- |
| Papái, bêm dzê-m’ quí ráça quí nôs ê, óh pái Nôs ráça ê prêt’ má’ brónc’ burníd’ nâ vênt’ Burníd’ nâ temporál dí scravatúra, óh fídj’ Úm geraçõ dí túga cú africán’ Ês bêm dí Európa farejá riquéza Ês vendê fídj’ dí África nâ scravatúra Carregód’ nâ fúnd’ dí porõ dí sês galéra D’bóx’ dí chicôt’ má’ júg’ culuniál Algúns quí f’cá pralí gatchód’ nâ rótcha, óh fídj’ Trançá má’ túga, ês criá êss pôv’ cab’verdián’ Êss pôv’ quí sofrê quinhênt’s ón’ di turtúra, ôi, ôi Êss pôv’ quí ravultiá tabánca intêr’ | /pɐˈpaj bẽ dzem ki ˈʀasɐ ki noʒ e ɔ paj noʒ ˈʀasɐ e pɾet ma bɾɔ̃k buɾˈnid nɐ vẽt buɾˈnid nɐ tẽpoˈɾal di ʃkɾɐvɐˈtuɾɐ ɔ fiʤ ũ ʒeɾɐˈsõ di ˈtuɡɐ ku ɐfɾiˈkan eʒ bẽ di ewˈɾɔpɐ fɐɾeˈʒa ʀiˈkɛzɐ eʒ vẽˈde fiʤ di ˈafɾikɐ nɐ ʃkɾɐvɐˈtuɾɐ kɐʀeˈɡɔd nɐ fũd di poˈɾõ di seʒ ɡɐˈlɛɾɐ dbɔʃ di ʃiˈkot ma ʒuɡ kuluniˈal ɐlˈɡũʒ ki fka pɾɐˈli ɡɐˈʧɔd nɐ ˈʀɔʧɐ ɔ fiʤ tɾɐ̃ˈsa ma ˈtuɡɐ eʒ kɾiˈa es pov kabveɾdiˈan es pov ki soˈfɾe kiˈɲẽtʃ ɔn di tuɾˈtuɾɐ oj oj es pov ki ʀɐvultiˈa tɐˈbãkɐ ĩˈteɾ/ | Papai, vem dizer-me que raça nós somos, oh pai A nossa raça é pretos com brancos brunidos no vento Brunidos no temporal da escravatura, oh filho Uma geração de portugueses com africanos Eles vieram da Europa farejar riquezas Eles venderam filhos da África na escravatura Carregados no fundo do porão das suas galeras Debaixo do chicote e jugo colonial Alguns que ficaram por aqui escondidos nas montanhas, oh filho Misturaram-se com os portugueses, eles criaram este povo cabo-verdiano Este povo que sofreu quinhentos anos de tortura, oi, oi Este povo que revoltou-se inteiramente |

Excerto da letra de Nôs Ráça da autoria de Manuel d’ Novas. A letra completa pode ser encontrada (com uma ortografia diferente) em Cap-Vert :: Mindelo Infos :: Musique capverdienne: Nos raça  Cabo Verde / Cape Verde.
Exemplo 3
| crioulo | transcrição segundo o AFI | tradução para português |
| --- | --- | --- |
| Túdu alguêm tâ nacê lívri í iguál nâ dignidádi cú nâ dirêtus. Ês ê dotádu cú razõ í cú «consciência», í ês devê agí pâ cumpanhêru cú sprítu dí fraternidádi. | /ˈtudu ɐlˈɡẽ tɐ nɐˈse ˈlivɾi i iˈɡwal nɐ diɡniˈdadi ku nɐ diˈɾetus ez e doˈtadu ku ʀɐˈzõ i ku kõʃsiˈẽsiɐ i ez deˈve ɐˈʒi pɐ kũpɐˈɲeɾu ku ˈspɾitu di fɾɐteɾniˈdadi/ | Todas as pessoas nascem livres e iguais em dignidade e direitos. São dotadas de razão e consciência e devem agir em relação umas às outras com espírito de fraternidade. |

Tradução livre por parte de (?) do 1.º artigo da Declaração Universal dos Direitos Humanos